# Девојке из Дерија
Девојке из Дерија (енг. Derry Girls) је британска серија која се емитује на каналу 4. Ауторка серије је Лиса Макги. Радња серије је смештена деведесетих година у месту Дери у Северној Ирској.  Прва сезоне серије је премијерно приказана јануара и фебруара 2018. године док је друга пуштена у етар марта и априла 2019. године. 

## Улоге
- Сирш-Моника Џексон као Ерин Квин
- Луиза Харланд као Орла МекКул, рођака Ерин
- Никола Колан као Клер Девлин, најбоља пријатељица Ерин
- Џејми Ли О' Донел као Мишел Малон
- Дилан Левелин као Џејмс Мегвајер
- Тара Лин О' Нил као Мери, Ерина мајка
- Кејти Кара Кларк као Сара, Орлина мајка
- Шобон МекСвини као часна сестра Мајкл
- Томи Гирнар као Гери, Ерин отац
- Ијан МекЕлини као дека Џо
- Ли О' Рурк као Џени Џојс
- Беси Хендерсон као Ејслинг
- Клер Раферти као гђица Мани
- Амелија Краули као Дирдре Малон
- Кевин МекАлир као Колм
- Пол Малон као Денис

## Епизоде

### Сезона 1
| Бр. еп. | Наслов    | Премијера        | Гледаност у Уједињено Краљевство (милиони) |
| --- | --------- | ---------------- | ------------------------------------------ |
| 1 | Епизода 1 | 4. јануар 2018.  | 3,28                                       |
| Првог дана нове школске године 1990-их, у Дерију, Ерин се нервира зато што је њена рођака Орла више пута читала њен дневник. Мишел упознаје свог рођака из Енглеске Џејмса са својим пријатељицама Ерин, Клер и Орла. Пре шеснаест година, Мишелина тетка Цатхи напустила је Дери да би урадила абортус у Енглеској, али га није урадила и недавно се вратила са своЏим сином Џејмсом након развода од Пола. Забринути да ће због његовог енглеског акцента и британског идентитета бити бити изложен насиљу у локалној католичкој школи од стране средњошколаца, образовне власти га чине првим мушким учеником у католичкој женској средњој школи - који Мишел и њени пријатељи похађају. Док је шетала до станице, Ерин је позвао Дејвид Донели на свирку његовог бенда. Док стоје у аутобусу за школу, Мишел прете ученици прве године док је стајала с Џејмсом и њеним пријатељима. Након доласка у школу, дежурна ученица Џојс се сукобљава са децом која су претила у аутобусу. Кад Мишел одбије да се извини, Џени их пријави сестри Мајкл која им даје притвор, због чега је Ерин пропустила Давидову свирку. У притвору 97-годишња часна сестра Деклан, која их надгледа, умире док је седела у својој столици читајући Ерин дневник, који су јој запленили. Сестра Мајкл улази док Мишел покушава да дохвати руж за усне, што је сестра Децлан такође запленила, Ерин се налази на пола пута кроз прозор, а Џејмс уринира у канту за ђубре. Чланови породица тинејџера су позвани у школу. |           |                  |                                            |
| 2 | Епизода 2 | 11. јануар 2018. | 3,02                                       |
| Колм, брат деке Џоа посећује породицу Ерин и Орлин. Говори монотоном гласом о томе да како су га два терориста који су украли његов комби везали за радијатор и користили га за превоз оружја преко границе пре експлозије. С обзиром да њихова школа нуди школско путовање у Париз, Ерин, Клер, Орла, Мишел и Џејмс радо ће ићи - све док не сазнају да морају платити 375 фунти за своје карте. Када их Џени обавести да плаћа путовање из свог повереничког фонда, група пита њихове породице да ли имају и повереничке фондове, само да би открили да то немају. У покушају да зараде новац, група тражи посао. Мишел краде знак за рекламирање различитих хонорарних послова из продавнице. Након што је власница радње Фионула открила крађу, наредила је групи да очисте њену радњу како би надокнадила лоповлук. Након што је обавила јако лош посао у чишћењу, Мишел је украла Фионули алкохол и случајно запалила свој стан изнад продавнице. Међутим, Фионула се враћа раније него што се очекивало и група јој говори да се пожар десио тако што се Мишел саплела са свећом — изговор који се сматрао превише невероватним. |           |                  |                                            |
| 3 | Епизода 3 | 18. јануар 2018. | 2,78                                       |
| Након што су учили целу ноћ за испите, група види пса који хода улицом а који личи на Ериног пса Тота, који је недавно погинуо у саобраћајној несрећи. Тинејџери јуре за псом и прате га у локалну цркву где проналазе статуу Девице Марије. Мишел и Орла падају у несвест услед недостатка сна и кофеина Клер верују да виде статуу како им се смеши. Након што прогони пса на другом спрату цркве, Ерин примети пса како уринира непосредно изнад статуе. Мислећи да урин капље кроз рупу у плафону и низ образ статуе као сузе, остатак групе одлучује да каже сестри Мајкл о ономе што су видели у нади да ће их спасити од испита. Док Ерин намерава да каже другима да је оно што су у ствари видели урин, а не сузе, она на крају ипак не каже истину након што згодни млади свештеник отац Питер постане заинтересован за њихову причу. Кад Питер рече да је Тото васкрсао да води Ерин у цркву, предлаже да ископају његов гроб у башти Ерине куће. Откривши да је картонска кутија у коју је сахрањена празна Ерин, знајући да статуа заправо не плаче и да Тото није могао да васкрсне, суочи се са својом мајком. Мери открива Ерин да Тото није мртав и да га је у ствари поклонила комшији потврдивши да је пас кога су видели био прави Тото. Ерин говори своЏим пријатељима истину, али они настављају превару, јер девојке сматрају да је свештеник Питер привлачан, а Џејмс жели да постане више попут њега. Касније, Петер открива Ерин да је био близу напуштања свештеништва да би започео везу са девојком у коју се заљубио и која га је натерала да доведе у питање његово веровање у католичанство. Ерин открива му превару, надајући се да ће он напустити свештенство и побећи с њом. Ерин је разочарана када открије да је дотична девојка фризерка. Група се назива лажовима који су извргавали Католичку цркву и морали су полагати испите. |           |                  |                                            |
| 4 | Епизода 4 | 25. јануар 2018. | 2,55                                       |
| У међународној размени за помоћ жртвама чернобиљске катастрофе, неколико украјинских тинејџера посећује Дери и борави код породица ученика. Породица Ерин и Орла угошћује Каћу, која је мртва и незаинтересована за Дери, говорећи им да је сукоб у Северној Ирској бесмислен. Иако је Катиа незаинтересована за животе Ерин и Орле, она и Џејмс привлаче једно друго. Џени живи у кући са осам спаваћих соба и говори другима да ће направити журку како би се Украјинци прилагодили Северној Ирској. Мишел охрабрује остале да присуствују јер ју привлачи Артем, Украјинац, који борави са Џениином породицом. Сумњајући у Каћу и њену привлачност према Џејмсу, Ерин проналази кондоме у Каћиној торби пре журке. На забави неколико других Украјинаца даје Ерин новац који дугују Каћи. То наводи Ерин да погрешно претпоставља да је Катиа проститутка и она покушава спречити Џејмса да има секс са Каћом те ноћи. Ерин се суочава с Каћом пред свима, па Катиа открива да скупља новац од других Украјинаца како би купила Џени поклон као захвалницу за организовање забаве за њих. Мишел открива да је 'Артем' заправо Клив, протестант из Источног Белфаста, који се изгубио у Дерију након што је погрешно скренуо након што је напустио аеродром, након што се вратио с одмора на Ибици. Претварао се да је део групе Украјинаца, јер се плаши шта ће му учинити католици ако сазнају његов прави идентитет. Након што га је Ерин увредила, Каћа одлучује да остане код Џенијеве породице до краја боравка у Дерију. Мари и Сара ужаснуте су открићем да се њихов отац Џо виђа са другом женом, 62-годишњом Мав. Када долази кући оне му казују да она никад неће бити њихова мама. |           |                  |                                            |
| 5 | Епизода 5 | 1. фебруар 2018. | 2,63                                       |
| Дана 12. јула породица и пријатељи Ерин и Орле заједно са њима одлазе на краћи одмор. Током путовања откривају човека Ирске републиканске војске који се лажним именом Емет скривао у пртљажнику њиховог аутомобила како би покушао да неопажено пређе границу. Ерин отац Гери и Џо препиру се око тога да ли би требало да одведу Емета преко границе и ризикују да буду ухапшени. Након што јој је Сара изрекла будућност, Мишел верује да је Емет њен будући супруг јер је Сара рекла да ће срести некога јако брзо, али Мишел га не привлачи. Након непрестаних несугласица између Геррија и Џоа у вези с Еметом, Емет напушта ресторан у којем се група зауставља на ручку, краде шатор из њиховог аутомобила и пење се у пртљажник другог аутомобила. |           |                  |                                            |
| 6 | Епизода 6 | 8. фебруар 2018. | 2,76                                       |
| Гери је изгубио црвени албум који је потребан за прикупљање породичних фотографија. Мари, Сарах и Џо су љути на њега. Мери налази албум у вешу за прање; њихова бела одећа је постала ружичаста. Након што јој је речено да се Луиз, уредница школског часописа, због тешке болести неће вратити у школу, Ерин ступа на функцију нове уреднице - упркос томе што није написала ниједан чланак за часопис. Ерин је одушевљена своЏим положајем, све док није открила да је тим часописа одустао од писања због љутње на Ерин, јер су намеравали да Луиз не замене из поштовања. Ерин регрутује своје пријатеље као своје ново особље. Након што се потрудила да смисли главну причу, Ерин проналази анонимно писмо студенткиње која излази као лезбијка. Упркос Клерином неодобравању, Ерин објављује причу под насловом "Тајни живот лезбијке", али га је цензурала сестра Мајкл. Не поштујући наређења сестре Мајкл, Ерин, Орла, Мишел и Џејмс деле новине и о чланку се говори. Касније је Клер изјавила Ерин да је она написала анонимно писмо, на што Ерин у почетку одговара с неверицом, а затим с гађењем и наговара Клер да се "врати у ормар". Клер се престаје дружити са Ерин и убрзо након тога Џејмс почиње да се дружи са Клер уместо Ерин. У школском такмичењу талената игра Орла што изазива исмевање публике. Ерин, Клер, Мишел и Џејмс вербално је подржавају и придружују се Орли на позорници. У међувремену, код куће остатак породице гледа у телевизијским вестима извештај о постављеној бомби у којој је убијено 12 људи. |           |                  |                                            |

### Сезона 2
| Бр. еп. | Наслов                                | Премијера      | Гледаност у Уједињено Краљевство (милиони) |
| --- | ------------------------------------- | -------------- | ------------------------------------------ |
| 1 | ''Преко барикаде''                    | 5. март 2019.  | 3,68                                       |
| Тинејџери проводе викенд на мировној иницијативи - Пријатељи преко Барикада - са ученицима протестантске дечачке средње школе. Сваком тинејџеру је додељен пријатељ из друге школе, али због мање ученика, Џејмс и Орла морају да деле Џона. Питер - који се вратио у свештеништво након што је његова партнерка окончала везу - тражи од ученика обе школе да именују ствари које заједничко имају католици и протестанти. Ученици уместо тога наводе многе разлике, што Џени пише на табли. Џејмс уверљиво лажира акцент и став радничке класе када разговара са своЏим пријатељем у неуспешном покушају да му се допадне. Мишел и Ерин су покушале да заведу ученике на размени - Харија и Деа. Пошто Хари носи наруквицу која означава чистоћу па Мишел жели заменити другаре са Ерин како би могла да заведе Деа. Група иде до литице како би вежбали поверење међу собом, али Клер је престрављена током силаска због неспоразума током разговора претходне ноћи, због чега је веровала да њен пријатељ Филип мрзи све католике и да жели да је гурне низ литицу. Препирка неких ученика ескалира у физичку борбу која укључује неколико њих. Као резултат тога, родитељи и девојчица и дечака су позвани а настала предавања која дају деци због неразумевања мотивишу Ерин да напише „родитељи“ на табли као нешто заједничко католицима и протестантима и подели кратки тренутак са Деом где се осмехују једно другом. |                                       |                |                                            |
| 2 | ''Госпођа Де Брун и статуа из Прага'' | 12. март 2019. | 3,35                                       |
| Сестра Мајкл је задовољна што је статуа детета из Прага позајмљено школи и жели да је задржи. Нова учитељица енглеског језика, гђа Де Брун, придружује се школи и оштро критикује песме ученика. Међутим, Ерин и њена група воле је и проводе сате у кући Ерин и Орла покушавајући да пишу боље песме. Одрасли одлазе да гледају филм у биоскопу али током пројекције биоскоп је евакуисан због безбедносног упозорења. Мари је фрустрирана што је пропустила крај филма. Враћају се кући, љути на тинејџере због нестанка хране и грицкалица за Божић. Ерин љутито реагује на сестру Мајкл обавестивши групу да гђа Де Брун напушта школу. Тинејџери обожавају госпођу Де Брун због њеног ентузијазма и увече прихватају њен позив у њену кућу, где им даје алкохолна пића. Тинејџери погрешно претпостављају да је она отпуштена, па улазе у канцеларију сестре Мајкл док она тренира џудо и краду статуу и користе је као средство да примора школу да задржи госпођу Де Брун. Док се тинејџери свађају, Мишел и Џејмс случајно су срушили статуу на под, разбијајући јој главу. Лепе је наопачке. Сестра Мајкл улази. Родитељи девојчица стижу; убрзо је следила госпођа Де Брун, која их обавештава да је поднела оставку како би заузела бољу наставничку позицију у другој женској школи. Тинејџерима и родитељима се каже да ће морати да замене статуу или да плате нову и да су тинејџери суспендовани из школе на недељу дана. Сестра Мајкл говори Марији крај филма. |                                       |                |                                            |
| 3 | ''Концерт''                           | 19. март 2019. | 3,05                                       |
| Тинејџери желе да за викенд оду на концерт у Белфасту. Породица види извештај на телевизији који их обавештава да је поларни медвед побегао из зоолошког врта Белфаст, па им Марија забрањује да присуствују. Тинејџери се укрцавају у аутобус који иде у Белфаст, седе на задњем седишту, а Мишел носи вотку. Сестра Мајкл је исто у аутобусу и чита књигу. Креће се према задњем делу аутобуса како би се избегла мирис сендвича другог путника и види ученике. Пита их зашто иду у Белфаст. Кажу да иду у музеј у Улстеру да истражују за историјски пројекат у школи. Сестра Мајкл пита тинејџере о коферу у коме је вотка; они и остали путници кажу да то није њихово, па сви одлазе. Након тога, војска користи возило са даљинским управљачем како би отворили кофер са вотком. Мирис вотке упозорава људе на природу садржаја. Тинејџери се шетају споредним путем где им прилази мала група ирских путника који продају поврће из прилазног штанда који јој враћају Клерину торбицу, за коју није схватила да је пала на пут. Девојкама се нуди превоз средњовечне жене у пролазном комбију, али девојке не воле возача, Риту, због њене оштре, нестабилности и одбојности према концерту који се одржава. Комби се сударио са овцом, коју девојке покупе и крећу с пута. Девојке схватају да Џејмс - који има карте за концерт - није са њима, па га покупе са места где су га случајно оставиле и заједно одлазе на концерт у комби. Кад су се вратили кући, одрасли људи чују на телевизији да су поларног медведа заробили ватрогасци у близини док је јео лешине оваца (подразумева се да су исте овце оне које је Рита згазила). Мајке Мишел и Клер стижу кући, очекујући да ће тамо пронаћи Мишел, Џејмс и Клер. Одрасли схватају да су их тинејџери лагали да би им омогућили одлазак на концерт. Герри гледа снимке концерта на ТВ-у и осмехује се када угледа у публици тинејџере. |                                       |                |                                            |
| 4 | ''Проклетство''                       | 26. март 2019. | 3,08                                       |
| Породица се окупља на венчању, на које је Ерин довела своје пријатеље. Маријина и Сарина тетка Бриди и њен 50-годишњи син Емон такође присуствују венчању. Бриди вређа Мари и Сару; Марија одговара рекавши Бриди да цркне. Секунде касније, Бриди умире. Неколико људи нагађа да Марија има дар који јој омогућава да баца клетве на одређене људе изговарањем одређених речи. Једног дана, породица и пријатељи окупљају се због Бридине сахране. Тинејџери узимају већину колачића и покушавају их бацити низ тоалет; зачепљују га и изазивају поплаву. У међувремену, Мари и Сара препознају минђуше које Бриди. Сматрајући да је она украла минђуше од њихове мајке Мери, Мари и Сара скинуле су их са Бриди. Међутим, Емон то сазна и враћа их на Бриди и сахрањују их с њом. |                                       |                |                                            |
| 5 | ''Матура''                            | 2. април 2019. | 2, 59                                      |
| Џени организује матуру у школи 1950-их. Сестра Мајкл представља нову ученицу, Меј, тинејџерку из Донегала која је источноазијског порекла и има непријатељски став. Клер и Мишел охрабрују Меј да се придружи њиховој групи, али су обесхрабрени да је желе као пријатељицу, када их друга ученица из своје старе школе у Донегалу упозори да је Меј морала да напусти последњу школу због насилништва. Меј не воли Џени након што купи хаљину коју је Меј желела. Клер жели да иде на матуру са Џејмсом, али он одлучује да не иде, јер те вечери намерава да присуствује конвенцији. Ерин се нуди да иде на матуру са Клер. Ерин се предомислила убрзо након тога, када угледа Јохна Паула, који јој се допада. Ерин га позове на матуру. Након што Мае чује да Ерин неће са Клер на матуру, Меј моли Клер да оде са њом уместо ње. Ерин претпоставља да ће Џон Паул доћи у њену кућу да је одведе на матурски плес. Кад он не стигне, Мари зове Џејмса, који води Ерин са собом, уместо да иде на конвенцију, што јој је драго. Орла води деку Џоа, јер је он човек којег она највише воли. Мишел позива два момка на матуру али они се упознају и заједно одлазе у паб. Бенд на матурском фестивалу свира песме деведесетих у стилу 1950-их. Меј се освећује Џени тако што јој налије три канте сока од парадајза када је она на сцени изабрана за краљицу матуре, као што је то учињено са свињском крвљу у филму Кери. Клер покушава зауставити Меј. Ерин, Мишел и Џејмс покушавају помакнути Џени с позорнице, али уместо тога прекривени су соком од парадајза заједно с Џени док се канте преливају. Одрасли гледају извештаје на вестима о прекиду ватре ИРА-е, док људи славе на улици. |                                       |                |                                            |
| 6 | ''Председник''                        | 9. април 2019. | 2,31                                       |
| Многи људи у Дерију с нестрпљењем очекују посету америчког председника Била Клинтона и његове супруге Хилари 30. новембра 1995. Већина школа у Дерију је затворена на дан, али сестра Мајкл инсистира на томе да ће то бити нормалан дан у школи. Већина ученика жели да посматра Клинтонов говор. Само двоје ученика - Џени и Ејслинг - похађају школу, али Ејслинг одлази, а сестра Мајкл каже Џени да оде. Клер каже пријатељима да је писала Биловој кћери, али разочарана је што јој Челси није одговорила на писмо. Џо, Колм и Џим слушају разговоре користећи воки-токи у покушају да пронађу Клинтонове. Гери их вози преко границе у Бурт, округ Донегал, где на основу саслушаног разговора, мисле да ће Клинтон остати. Откривају да је Бил на који се односи у разговору неки мушкарац по презимену Донегал. Џејмсова мајка, која га је напустила у Дерију у првој епизоди сезоне 1, обилази кућу и Мари јој је непријатељски настројена. Џејмсова мајка каже да има посао дизајнирања налепница које постаје успешан. Жели да Џејмс живи са њом у Лондону и помаже јој да послује. У почетку се слаже, снажно узнемирујући девојке. Мишел прати Џејмса и покушава га убедити да остане у Дерију рекавши да је он један од њих али Џејмс то одбија. Током вожње таксијем са мајком до аеродрома, Џејмс се предомисли и одлучи да остане у Дерију. По Џејмсовом повратку, девојке га екстатично загрле и заједно прошетају поред продавнице телевизора, пуштајући стварне снимке дела Клинтоновог говора. |                                       |                |                                            |

## Награде
| Година | Награда                                  | Категорија                               | Номинован          | Резултат   |
| ------ | ---------------------------------------- | ---------------------------------------- | ------------------ | ---------- |
| 2018   | Награда часописа Радио Тајмс за комедију | /                                        | Девојке из Дерија  | Освојено   |
| 2018   | Академија ирског филма и телевизије      | Најбоља женска улога                     | Сирш-Моника Џексон | Номинација |
| 2018   | Академија ирског филма и телевизије      | Најбоља мушка улога                      | Томи Тирнан        | Номинација |
| 2018   | Академија ирског филма и телевизије      | Најбоља комедија                         | Девојке из Дерија  | Освојено   |
| 2018   | Академија ирског филма и телевизије      | Најбољи сценариста комедије или сапунице | Лиса Макги         | Освојено   |
| 2018   | Фестивал лондонских сценариста           | Најбољи сценарио на телевизији           | Лиса Макги         | Освојено   |
| 2018   | Водич за британску комедију              | Најбољи нови ситком                      | Девојке из Дерија  | Освојено   |
| 2019   | Друштво краљевске телевизије             | Најбољи сценарио за комедију             | Девојке из Дерија  | Освојено   |
| 2019   | Друштво краљевске телевизије             | Најбољи сценариста за комедију           | Лиса Макги         | Номинација |
| 2019   | Награда БАФТА-е                          | Најбољи сценарио за комедију             | Девојке из Дерија  | Номинација |

## Критике
На сајту Ротен томејтоуз прва сезона има оцену одобравања од 100% на основу критика од 21 критичара. Критички консензус веб странице каже да је „савршено и сирово писање мрачног хумора креаторке Макгијеве прави френетичну светлост на тинејџерски живот деведесетих у Северној Ирској“. 
Девојке из Дерија била је најгледанија серија у Северној Ирској од када су започели бележење гледаности телевизијских емисија 2002. године, са просечном публиком од 519.000 гледалаца и 64,2% удела публике. 